# Karel Trnka
Karel Trnka (28. června 1922 Praha – ?) byl český fotbalový útočník.

## Hráčská kariéra
V československé nejvyšší soutěži hrál za SK/Zbrojovku Židenice (dobový název Zbrojovky Brno), ČKD Sokolovo Praha (Sparta) a Spartak Praha Stalingrad (Bohemians). Vstřelil 19 prvoligových branek, všech docílil v brněnském dresu.
Technicky vybavený centrforvard (střední útočník), jemuž však chybělo tvrdší zakončení, přišel do Brna ze Sparty Košíře v létě 1942. Sezonu 1947/48 odehrál téměř celou za SK Žabovřesky, kam přišel v průběhu podzimu 1947. Na konci 40. let se vrátil do Prahy, kde v první polovině 50. let ještě hrál I. ligu a na sklonku hráčské kariéry nastupoval za místní Admiru.

### Ligová bilance
| Ročník          | Zápasy | Góly | Minuty | Klub                     |
| --------------- | ------ | ---- | ------ | ------------------------ |
| I. liga 1942/43 | 18     | 7    | –      | SK Židenice              |
| I. liga 1943/44 | 8      | 1    | –      | SK Židenice              |
| I. liga 1945/46 | 15     | 5    | –      | SK Židenice              |
| I. liga 1946/47 | 7      | 2    | –      | SK Židenice              |
| I. liga 1948    | 7      | 2    | –      | Zbrojovka Židenice       |
| I. liga 1949    | 9      | 2    | –      | Zbrojovka Brno           |
| I. liga 1951    | 2      | 0    | –      | ČKD Sokolovo Praha       |
| I. liga 1954    | 8      | 0    | –      | Spartak Praha Stalingrad |
| CELKEM I. LIGA  | 74     | 19   | –      |                          |